# جان جیکوب یانگ
جان جیکوب یانگ (انگلیسی: John J. Young, Jr.؛ زادهٔ ۲۹ مهٔ ۱۹۶۲) یک دانشمند اهل ایالات متحده آمریکا است.